# Sergio Sebastiani
Sergio Sebastiani (ur. 11 kwietnia 1931 w Montemonaco, zm. 16 stycznia 2024 w Rzymie) – włoski duchowny katolicki, dyplomata watykański, wysoki urzędnik Kurii Rzymskiej, kardynał.

## Życiorys
Studiował w seminariach w Ascoli Piceno i Fermo, przyjął święcenia kapłańskie 15 lipca 1956 w Fermo. Kontynuował studia w Rzymie; na Papieskim Uniwersytecie Gregoriańskim obronił licencjat z teologii, a na Papieskim Uniwersytecie Laterańskim doktorat z prawa kanonicznego. Przygotowanie do pracy w dyplomacji watykańskiej uzyskał na Papieskiej Akademii Duchownej i w 1960 został członkiem personelu Sekretariatu Stanu. Pełnił funkcję sekretarza w kilku nuncjaturach (Peru, Brazylia), w latach 1966–1967 był audytorem w nuncjaturze w Chile, a 1967-1974 sekretarzem kolejnych sekretarzy stanu Amleto Cicognaniego i Jeana Villota oraz szefem sekretariatu Sostituto. W 1974 wyjechał na dwa lata do Francji, gdzie był radcą w nuncjaturze ze specjalnymi pełnomocnictwami przy Radzie Europy. Otrzymał tytuł papieskiego prałata honorowego (30 kwietnia 1974).
27 września 1976 został mianowany arcybiskupem tytularnym Caesarea in Mauretania oraz pronuncjuszem na Madagaskarze i Mauritiusie, zarazem delegatem apostolskim na Reunionie i Komorach. Sakry biskupiej udzielił mu 30 października 1976 w Watykanie sekretarz stanu kardynał Villot. W styczniu 1985 Sebastiani przeszedł na stanowisko nuncjusza w Turcji. Od listopada 1994 pełni funkcje w Kurii Rzymskiej, początkowo był sekretarzem generalnym Rady Prezydialnej Centralnego Komitetu Obchodów Wielkiego Jubileuszu Roku 2000, a w listopadzie 1997 został prezydentem Prefektury Spraw Ekonomicznych Stolicy Świętej.
Brał udział w sesjach Światowego Synodu Biskupów w Watykanie. 21 lutego 2001 Jan Paweł II wyniósł go do godności kardynalskiej, z diakonią Sant'Eustachio. W związku ze śmiercią papieża (2 kwietnia 2005) dalsze pełnienie przez kardynała Sebastianiego funkcji szefa Prefektury Spraw Ekonomicznych uległo zawieszeniu. Ponownie powołany na to stanowisko przez papieża Benedykta XVI 21 kwietnia 2005.
12 kwietnia 2008 kardynał Sebastiani przeszedł na emeryturę. Nowym prefektem Prefektury Spraw Ekonomicznych został dotychczasowy sekretarz Trybunału Sygnatury Apostolskiej abp Velasio De Paolis.
21 lutego 2011 awansował do rangi kardynała prezbitera. 11 kwietnia 2011 w związku z osiemdziesiątymi urodzinami stracił prawo do udziału w przyszłych konklawe.
Zmarł 16 stycznia 2024.